# Atletika na Letních olympijských hrách 1924 – 100 metrů muži
 Běh na 100 metrů mužů na Letních olympijských hrách 1924 se uskutečnil 6. a 7. července v Paříži.

## Výsledky finálového běhu
| *                | jméno           | země                   | čas   |
| ---------------- | --------------- | ---------------------- | ----- |
| Zlatá medaile    | Harold Abrahams | Velká Británie         | 10,6  |
| Stříbrná medaile | Jackson Scholz  | Spojené státy americké | 10,7  |
| Bronzová medaile | Arthur Porritt  | Nový Zéland            | 10,8  |
| 4                | Chester Bowman  | Spojené státy americké | 10,9  |
| 5                | Charlie Paddock | Spojené státy americké | 10,9  |
| 6                | Loren Murchison | Spojené státy americké | 11,00 |